# روي جارفيس
روي جارفيس (بالإنجليزية: Roy Jarvis)‏ هو لاعب كرة قاعدة أمريكي، ولد في 7 يونيو 1926 في شوني في الولايات المتحدة، وتوفي في 13 يناير 1990 في أوكلاهوما سيتي في الولايات المتحدة.

## وصلات خارجية
- روي جارفيس على موقعبيزبول رفرنس.كوم (الدوري الرئيسي) (الإنجليزية)
- روي جارفيس على موقعبيزبول رفرنس.كوم (الدوري الثانوي) (الإنجليزية)